# Аль-Вахда (футбольный клуб, Абу-Даби)
«Аль-Вахда» (араб. نادي الوحدة الرياضي الثقافي‎) — эмиратский футбольный клуб из Абу-Даби. Образован в 1984 году. Домашние матчи проводит на арене «Аль-Нахайян». В настоящий момент выступает в Футбольной лиге ОАЭ, единственной профессиональной лиге ОАЭ. Четырёхкратный чемпион ОАЭ (1998/99, 2000/01, 2004/05, 2009/10), двукратный обладатель кубка (1999/2000, 2016/17), четырёхкратный обладатель суперкубка (2002, 2011, 2017, 2018).

## История
Первая футбольная команда Абу-Даби, «Аль-Ахли», появилась в 1966 году. В 1968 году был основан клуб «Аль-Иттихад», а в 1969 — клубы «Аль-Фалах» и «Аль-Вахда». В 1974 «Аль-Иттихад» и «Аль-Вахда» объединились в клуб «Абу-Даби», а «Аль-Ахли» и «Аль-Фалах» — в «Аль-Эмирейтс». Современный клуб «Аль-Вахда» возник в 1984 году, когда объединились «Абу-Даби» и «Аль-Эмирейтс».

## Достижения
- Чемпион ОАЭ (4): 1998/99, 2000/01, 2004/05, 2009/10
- Обладатель Кубка ОАЭ (2): 1999/2000, 2016/17
- Обладатель Суперкубка ОАЭ (4): 2002, 2011, 2017, 2018
- Обладатель Кубка Федерации (3): 1986, 1995, 2001
- Обладатель Кубка Лиги (2): 2016, 2018

## Форма

### Домашняя
| 2018/19 | 2020/21 | 2021/22 |

### Гостевая
| 2018/19 | 2020/21 | 2021/22 |